# Niels Thygesen
Niels Christoffer Thygesen (født 13. december 1934) er en dansk professor emeritus i økonomi ved Økonomisk Institut på Københavns Universitet. Han nævnes somme tider som den internationalt set kendteste danske økonom og som "euroens far".

## Baggrund og karriere
Han er født på Frederiksberg som søn af Jacob Christoffer Thygesen (direktør for A/S De danske Spritfabrikker) og Rigmor, født Truelsen. Han blev cand.polit. i 1960 og Master of Public Administration fra Harvard University året efter. 1961-64 var han ansat i Økonomiministeriet og blev derefter lektor (1964-69) ved Københavns Universitet, i 1971 dr.polit. og fra 1971 til 2004 professor sammesteds. I mellemtiden var han 1969-71 økonomisk rådgiver for Malaysia.
Som underviser har hans studerende bl.a. talt tidligere nationalbankdirektør Bodil Nyboe Andersen og tidligere overvismand Peter Birch Sørensen.
Fra 1958 til 1993 var han gift med departementschef i Undervisningsministeriet Inge Thygesen. Siden 1993 har Niels Thygesen været gift med Irene Thygesen.

## Thygesen og ØMU'en
Allerede i 1975 udgav han sammen med fem andre økonomer "Allehelgensdag-manifestet", som skitserede rammerne for en fælles, europæisk valuta, som de kaldte "Europa". Tanken var dog, at det skulle være en parallel møntfod, som europæerne frit skulle kunne bruge. Fra 1988 til 1989 var Niels Thygesen det eneste akademiske medlem af Delors-komiteen, som rådgav Jacques Delors om ØMU'en, hvormed han fik stor indflydelse på møntunionens udformning. Han blev derfor også skuffet, da danskerne stemte nej til projektet i 1992 og 2000.

## Andre aktiviteter
Han var formand for Nationaløkonomisk Forening 1974-79 og blev æresmedlem i foreningen fra 2005.
I 1979 stillede Thygesen op til Europaparlaments-valget for partiet Venstre.
Thygesen var medlem af Den Den Trilaterale Kommission fra 1979 og af kommissionens eksekutivkomite i 1981-2004.
Han har haft talrige bestyrelsesposter i danske og udenlandske virksomheder. Således var han medlem af bestyrelsen for A.P. Møller-Mærsk 1979-95, næstformand for bestyrelsen for Novo-fonden 1982-92 og bestyrelsesformand for 3M Denmark 1986-94.
En kort overgang i 1984-85 var han medlem af formandskabet for Det Økonomiske Råd (også kendt som "de økonomiske vismænd"), men måtte træde tilbage, da der blev stillet spørgsmålstegn ved hans uafhængighed som følge af hans virke som bestyrelsesmedlem i det danske erhvervsliv.
I 1990 blev han udnævnt til ridder af 1. grad af Dannebrogordenen.